# マリー・ランバート

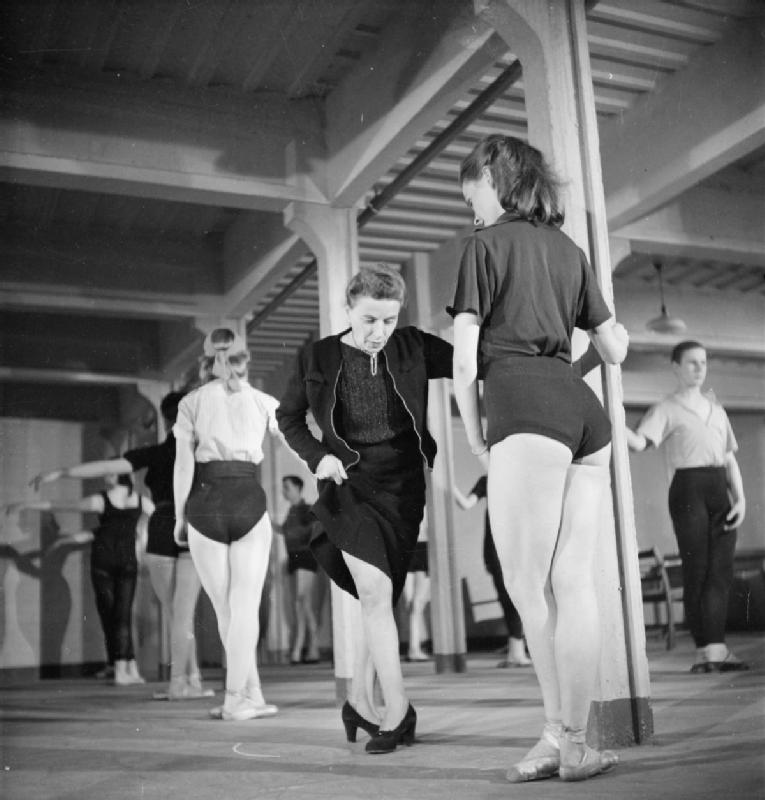
マリー・ランバート（中央）

マリー・ランバート、マリー・ランベール（Dame Marie Rambert、本名：シヴィア・ランベルグ（Cyvia Ramberg）、1888年2月20日 - 1982年6月12日）は、ワルシャワ出身の舞踊家、バレエ教師。ユダヤ系ポーランド人。
バレエ・リュス（ロシア・バレエ団）の『春の祭典』振り付けに協力し、後に渡英してイギリスのバレエを基礎付けた。
数々の変名を名乗ったために、ランバートの他にランバハ（Rambach） やランバン（Rambam）という姓も伝えられている。

## 生涯
1905年に起こったロシア第一革命の影響で政治運動に興味を持つ。心配した両親によって、医者である叔母が住むパリに留学させられるが、学業には身を入れずモンマルトルのキャバレーやナイトクラブで遊び歩き、芸術家たちと交流を持った。この頃、本名「シヴィア」の愛称「セーシャ」が、フランス語では"Ces Chats "（この猫たち）と聞こえることを嫌い、また、フランス人がたびたび「ランベルグ」を「ランベール」と発音したため、「ミリアム・ランベール」（ Miriam Rambert ）と名乗る。
もともと踊り好きであったが、イサドラ・ダンカンの舞台を見てダンサーを志す。その後、友人の勧めによりジュネーヴで行われたリトミックの夏季講習に参加したことがきっかけで、3年半にわたりエミール・ジャック＝ダルクローズのもとでリトミックを学ぶ。ドレスデン近郊のヘレラウにダルクローズの学校が開設されると、ランベールも同行した。
1912年、バレエ・リュスの主宰者セルゲイ・ディアギレフと同団の振付師ヴァーツラフ・ニジンスキーが、当時着手していた『春の祭典』（イーゴリ・ストラヴィンスキー作曲）の振り付けのヒントを求めてヘレラウを訪問したことが機縁となり、バレエ・リュスに協力、ニジンスキーの助手として『春の祭典』の振り付けに助言を与え、団員にダルクローズ流のリズム教育を行った。その一方で、バレエ・リュスの指導者エンリコ・チェケッティに師事し、初めて本格的にバレエのレッスンを受ける。
1918年に渡英し、イギリスの市民権を獲得、「マリー・ランバート」と名乗る。1920年にロンドンで自分の最初のバレエ学校を開校し、1926年にロンドンに自らのバレエ団である「バレエ・クラブ」（後のバレエ・ランバート, Ballet Rambert）を結成。かつてバレエ・リュスで活躍したタマーラ・カルサヴィナや、アリシア・マルコワらの協力を得ながら、フレデリック・アシュトンや、アントニー・チューダーら、後にイギリスにおけるバレエの基礎を築くことになる振付家を育成した。
1962年にはナイトに相当するデイム（Dame）に叙せられた。
1979年には、『春の祭典』のニジンスキーの振付けを復元するためにミリセント・ホドソンに協力し、詳細な振り付けや自ら振り付けを書き込んだストラヴィンスキーの自筆譜（死後コピーが発見された）などを提供。復元は彼女の死後1987年に完成した。